# Insane in the Brain
«Insane in the Brain» es un sencillo del grupo estadounidense de hip hop, Cypress Hill. Fue lanzado en 1993 y alcanzó el número 1 en el US rap chart y el número 19 en el Billboard Hot 100.
Gran éxito también en otros países, la canción fue lanzada en el álbum Black Sunday. De acuerdo con B-Real, en realidad era un diss dedicado a Chubb Rock. El grupo dijo que Chubb se había burlado de su estilo en su álbum de 1992, I Gotta Get Mine Yo.
La canción termina con un sample de la línea "I think I'm going crazy" (Creo que me estoy volviendo loco) de la canción de 1967 "All Over The World (La La)"  de The Youngbloods. En 2008 ocupó el puesto 34 de la lista de Las 100 mejores canciones de hip hop, realizada por VH1.

## Video musical
Un video de la canción fue filmado en DNA Lounge de San Francisco.

## Lista de canciones
UK CD sencillo
1. «Insane in the Brain» (Radio Edit) - 3:32
2. «Stoned is the Way of the Walk» - 2:46
3. «Something for the Blunted» - 1:15
4. «Insane in the Brain» (Versión extendida) - 4:56

1999 remix CD1
1. «Insane in the Brain» (Jason Master Blaster Edit) - 4:06
2. «Insane in the Brain» (Jason Master Blaster Club Mix) - 5:02
3. «Insane in the Brain» (Da Funky Chunky Mix) - 6:36

1999 remix CD2
1. «Insane in the Brain» (Nevins' Asylum Edit) - 3:40
2. «Insane in the Brain» (Nevins' Asylum Club Mix) - 6:06
3. «Insane in the Brain» (The Funky French B-Boy Remix) - 5:40